# Yū Tamura
Yū Tamura (田村 優?, Tamura Yū; Okazaki, 9 gennaio 1989) è un rugbista a 15 giapponese, che milita nel ruolo di mediano d'apertura nei Yokohama Canon Eagles in Top League.

## Biografia
Come mediano d'apertura si mise in luce nella squadra dell'Università Meiji nella quale compì i propri studi accademici. Nel 2011 firmò il suo primo contratto professionistico con i Green Rockets, club militante in Top League. Dopo sei stagioni con la squadra della città di Abiko, si trasferì nel 2017 nei Yokohama Canon Eagles. A partire dal 2016, Tamura fa parte della rosa dei Sunwolves, franchigia giapponese che gioca il Super Rugby.
A livello internazionale, Tamura fece il suo debutto con il Giappone, segnando anche una meta, contro il Kazakistan nella prima giornata dell'Asian Five Nations 2012, torneo poi vinto dalla nazionale nipponica. Nelle successive tre annate, oltre ad essere sceso in campo in alcuni test-match, prese sempre parte sia all'Asian Five Nations sia alla Pacific Nations Cup, conquistando tre titoli nella competizione asiatica e uno in quella tra le nazioni del Pacifico. Nell'agosto 2015 il ct dei Brave Blossoms Eddie Jones lo convocò per la Coppa del Mondo di rugby 2015, torneo nel quale disputò gli incontri della fase a gironi contro Scozia e Sudafrica. A partire dal 2016, con il nuovo commissario tecnico Jamie Joseph, non fu più utilizzato nelle competizioni per nazionali, ma venne solo schierato nelle sessioni di amichevoli estive o autunnali, delle quali non ne mancò nessuna fino al 2019. Raggiunse la sua cinquantesima presenza in nazionale contro l'Italia il 16 giugno 2018. Dopo aver disputato e vinto la Pacific Nations Cup 2019, fu selezionato nella rosa del Giappone per giocare la Coppa del Mondo di rugby 2019.

## Palmarès
- Campionati asiatici : 4
Giappone: 2012, 2013, 2014, 2015
- Pacific Nations Cup : 2
Giappone: 2014, 2019